# 中华人民共和国森林工业部
中华人民共和国森林工业部成立于1956年，于1958年并入中华人民共和国林业部。
中国的“森林工业”，作为一个行业，特指国有重点林区的135个林业局
- 内蒙古17个：阿尔山、淖尔、淖源、乌齐尔汗、库都尔、图里河、伊图里河、克一河、甘河、吉文、阿里河、根河、金河、阿龙山、满归、得耳布尔、莫尔道嘎。
- 吉林18个：
  - 吉林森工集团8个：临江、三岔子、湾沟、松江河、泉阳、露水河、白石山、红石。
  - 延边林业管理局10个：黄泥河、敦化、大石头、八家子、和龙、汪清、大兴沟、天桥岭、白河、珲春。
- 黑龙江40个
  - 牡丹江林业管理局8个：大海林、柴河、东京城、穆棱、绥阳、海林、林口、八面通
  - 合江林业管理局7个：桦南、双鸭山、鹤立、鹤北、东方红、迎春、清河
  - 伊春林业管理局16个：双丰、铁力、桃山、郎乡、南岔、金山屯、美溪、乌马河、翠峦、友好、上甘岭、五营、红星、新青、汤旺河、乌伊岭
  - 松花江林业管理局8个：山河屯、苇河、亚布力、方正、兴隆、绥棱、通北、沾河
  - 直属1个：带岭。
- 大兴安岭林业管理局9个：松岭、新林、塔河、呼中、阿木尔、图强、西林吉、十八站、韩家园
- 四川森工22个：
  - 阿坝林业管理局8个：川西、黑水、马尔康、小金、观音桥、松潘、南坪、儴塘
  - 甘孜林业管理局7个：道孚、新龙、丹巴、炉霍、白玉、力邱河、翁达
  - 川南、雷波、凉北、夹金山、木里、普威、盐边
- 云南16个：华坪、碧泉、黑白水、中甸、巨甸、红旗、云台山、漾江、景东、墨江、卫国、江边、清水江、南盘江、新平、宁蒗
- 陕西6个：宁西、太白、长青、宁东、汉西、龙草坪
- 甘肃白水江林业管理局4个：舟曲、迭部、洮河、白水江
- 青海1个：玛可河
- 新疆2个：天山西部、阿尔泰山

以及20个重点营林局：
- 内蒙古10个：
  - 大兴安岭林管局：大杨树、毕拉河
  - 林业厅：免渡河、乌努尔、巴林、南木、红花尔基、柴河、五岔沟、白狼
- 吉林5个：上营、辉南、长白、安图、长白山（自然保护区）。
- 大兴安岭1个：加格达奇
- 陕西2个：马头滩、辛家山
- 甘肃1个：小陇山
- 新疆1个：天山中东部

## 大事
1954年，森林工业产值35.2亿元，占全国工业产值520亿元的6.9%，占重工业产值的18%，生产了2200万立方米木材。
1956年5月12日，第一届全国人民代表大会常务委员会决定，设立中华人民共和国森林工业部。1956年6月4日，任命中国民主同盟第二副主席罗隆基为部长。8月28日，任命罗玉川、雍文涛、刘成栋为副部长。
1958年2月11日，第一届全国人民代表大会第五次会议通过决议，将森林工业部和林业部合并为林业部。
2011年，森林工业生产木材8145万立方米，森林采运业的产值是948亿元，木材加工的产值是6789亿元，合计是7737亿元，占国内工业产值884269亿元的0.87%。其中，国有重点的135个林业局生产了575万立方米木材，占全国总产量的7.05%；采运和木材加工产值是69亿元+90亿元=159亿元/7737亿元=2%。国有重点的135个林业局在岗的38.6万的职工和48.6万的退休者，在岗人员工资总额65亿元，退休金总额75.7亿元。

## 历任部长
1. 罗隆基（1956年6月4日－?）